# Hans von Bülow
Hans von Bülow (27 tháng 12 năm 1816 tại Ossecken, Kreis Lauenburg in Pommern – 9 tháng 12 năm 1897 tại Berlin; tên đầy đủ là Hans Adolf Julius von Bülow) là một Thượng tướng Pháo binh trong quân đội Phổ. Ông đã từng tham gia chiến đấu trong cuộc Chiến tranh Áo-Phổ năm 1866 và Chiến tranh Pháp-Đức các năm 1870 – 1871.

## Tiểu sử
Hans von Bülow sinh ra trong gia đình quý tộc Bülow vùng Mecklenburg, là con trai của địa chủ Werner von Bülow và dessen Ehefrau Julie geb. von Hodenberg. Ông học trường thiếu sinh quân tại Culm, và vào năm 1830 ông gia nhập trường thiếu sinh quân Hauptkadettenanstalt tại kinh đô Berlin.
Sau đó, ông được thuyên chuyển vào Lữ đoàn Pháo binh Cận vệ và vào năm 1844, ông được phong quân hàm Thiếu úy. Vào năm 1847, tại Breslau, Bülow thành hôn với Rosa von Schlieben, con gái của một viên thượng tá. Ông là bạn của Vương tước Kraft zu Hohenlohe-Ingelfingen, một chỉ huy pháo binh tài giỏi.
Đến năm 1864, Bülow được bổ nhiệm làm chỉ huy trưởng của Trung đoàn Pháo dã chiến Westfalen số. 7.
Trong cuộc Chiến tranh Bảy tuần năm 1866, ông đã chỉ huy trung đoàn của mình tham gia chiến đấu tại trận Königgrätz. Ông đã tham gia trong cuộc Chiến tranh Pháp-Đức với cương vị là Tư lệnh Pháo binh của Quân đoàn III, và tham chiến trong những trận đánh như Gravelotte-St. Privat (tiếng Pháp: Bataille de Saint-Privat).
Do những bất đồng giữa ông và Bộ Chiến tranh, khi đó do tướng von Kameke đứng đầu, Hans von Bülow nghỉ hưu vào ngày 12 tháng 12 năm 1882. Nhân dịp ông về hưu, Bülow được ủy nhiệm làm chỉ huy trưởng của Trung đoàn Pháo dã chiến số 2 (Pommern số 1) tại Stettin.
Hans von Bülow được mai táng tại nghĩa trang quân sự trong Hasenheide ở Berlin, bên cạnh người vợ của ông.

## Phong tặng
- Huân chương Vương miện Hạng ba với Bảo kiếm (Chiến tranh Bảy tuần)
- Huân chương Thập tự Sắt hạng nhì (Trận Spicheren)
- Huân chương Thập tự Sắt hạng nhất (Trận Mars-la-Tour)
- Huân chương Quân công (2 tháng 12 năm 1871)
- Huân chương Vương miện Sắt hạng nhất (1875)
- Đại Thập tự của Huân chương Albrecht